# العلاقات الإريترية السورية
العلاقات الإريترية السورية هي العلاقات الثنائية التي تجمع بين إريتريا وسوريا.

## مقارنة بين البلدين
هذه مقارنة عامة ومرجعية للدولتين:
| وجه المقارنة                                              | إريتريا                                          | سوريا                    |
| --------------------------------------------------------- | ------------------------------------------------ | ------------------------ |
| المساحة (كم2)                                             | 117.60 ألف                                       | 185.18 ألف               |
| عدد السكان (نسمة)                                         | 6.33 مليون                                       | 18.27 مليون              |
| الكثافة السكانية (ن./كم²)                                 | 53.83                                            | 98.66                    |
| العاصمة                                                   | أسمرة                                            | دمشق                     |
| اللغة الرسمية                                             | اللغة التغرينية، اللغة العربية، اللغة الإنجليزية | اللغة العربية            |
| العملة                                                    | ناكفا                                            | ليرة سورية               |
| الناتج المحلي الإجمالي (بليون دولار)                      | 2.61 مليار                                       | 60.20 مليار              |
| الناتج المحلي الإجمالي (تعادل القوة الشرائية) بليون دولار |                                                  |                          |
| الناتج المحلي الإجمالي الاسمي للفرد دولار أمريكي          |                                                  |                          |
| الناتج المحلي الإجمالي للفرد دولار أمريكي                 |                                                  |                          |
| مؤشر التنمية البشرية                                      | 0.391                                            | 0.594                    |
| رمز المكالمات الدولي                                      | +291                                             | +963                     |
| رمز الإنترنت                                              | .er                                              | .sy                      |
| المنطقة الزمنية                                           | ت ع م+03:00                                      | ت ع م+02:00، ت ع م+03:00 |

## منظمات دولية مشتركة
يشترك البلدان في عضوية مجموعة من المنظمات الدولية، منها:
| علم المنظمة | اسم المنظمة                        | تاريخ انضمام إريتريا | تاريخ انضمام سوريا |
| ----------- | ---------------------------------- | -------------------- | ------------------ |
|             | مؤسسة التمويل الدولية              | 11 أكتوبر 1995       | 28 يونيو 1962      |
|             | منظمة حظر الأسلحة الكيميائية       | ?                    | ?                  |
|             | يونسكو                             | 2 سبتمبر 1993        | 16 نوفمبر 1946     |
|             | الاتحاد الدولي للاتصالات           | 6 أغسطس 1993         | 12 يناير 1924      |
|             | الأمم المتحدة                      | 28 مايو 1993         | 24 أكتوبر 1945     |
|             | منظمة الشرطة الجنائية الدولية      | ?                    | ?                  |
|             | البنك الدولي للإنشاء والتعمير      | 6 يوليو 1994         | 10 أبريل 1947      |
|             | الاتحاد البريدي العالمي            | ?                    | ?                  |
|             | مؤسسة التنمية الدولية              | 6 يوليو 1994         | 28 يونيو 1962      |
|             | وكالة ضمان الاستثمار متعدد الأطراف | 10 سبتمبر 1996       | 14 مايو 2002       |